# Villanova d'Asti

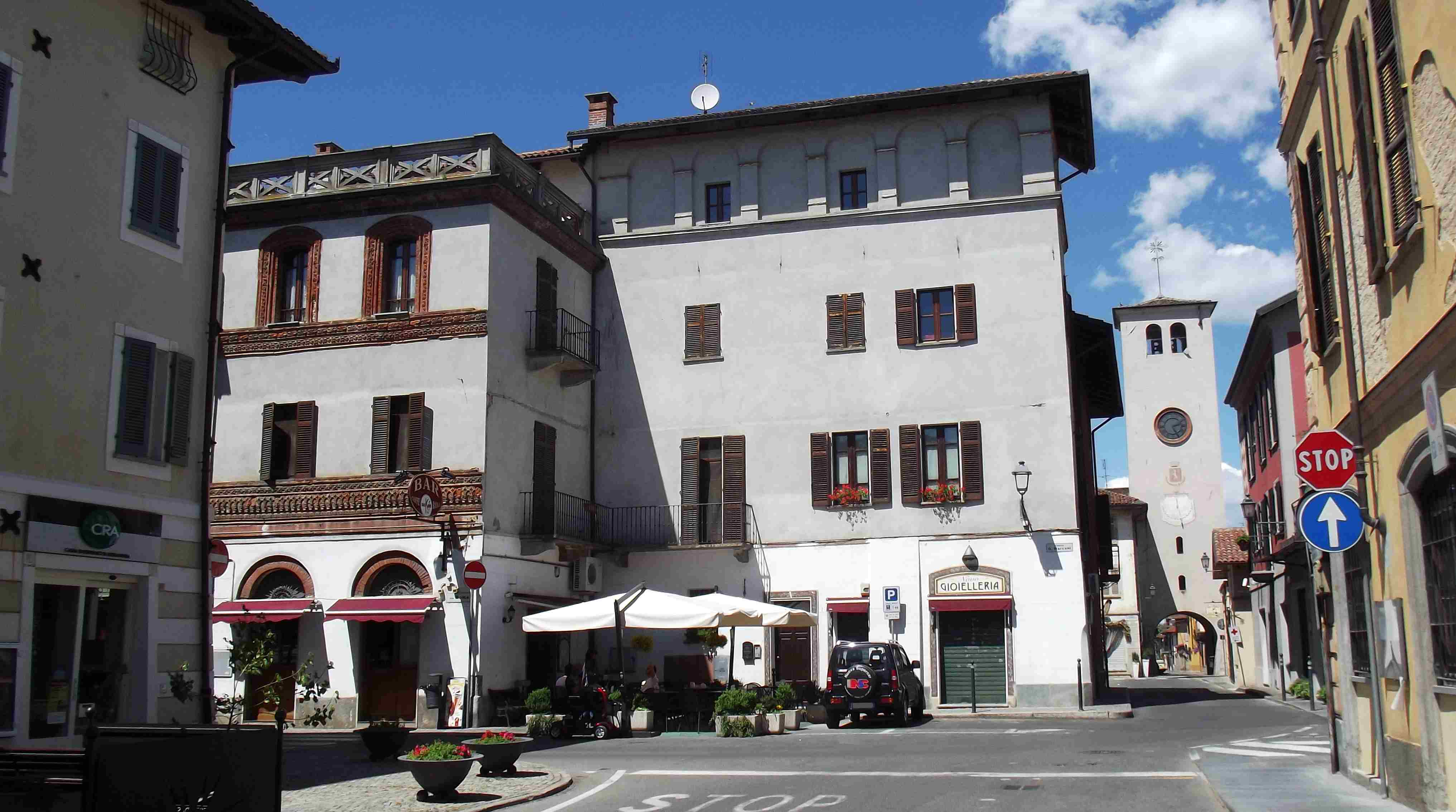
Panorama

Villanova d'Asti (Vilaneuva d'Ast en piamontés) es una comuna italiana situada en la provincia de Asti, en la región del Piamonte, en el norte del país. La ciudad fue fundada en la Edad Media y su economía se basa en la agricultura y la industria.
Está hermanada con una localidad argentina llamada Santa Clara de Saguier.

## Evolución demográfica
| Gráfica de evolución demográfica de Villanova d'Asti entre 1861 y 2001 |
|                                                                        |
| Fuente ISTAT - elaboración gráfica de Wikipedia                        |